# Liste des planètes mineures non numérotées découvertes en juillet 2008
Pour un article plus général, voir Liste des planètes mineures non numérotées découvertes en 2008.
Pour un article plus général, voir Liste des planètes mineures.
Cet article dresse la liste des planètes mineures (astéroïdes, centaures, objets transneptuniens et assimilés) non numérotées découvertes en juillet 2008 dans l'ordre de leur découverte.
Au 15 janvier 2025, 661 077 des 1 434 993 planètes mineures répertoriées par le Centre des planètes mineures ne sont pas encore numérotées, soit 46,07 %.

## Rappel concernant la désignation provisoire
La désignation provisoire indique l'ordre de découverte de ces objets. En effet, cette désignation est composée de l'année de découverte (par exemple 2008) suivie de la quinzaine (demi-mois) de découverte (p.e. A = 1-15 janvier) puis de l'ordre de découverte dans cette quinzaine. Cet ordre est indiqué par une lettre et éventuellement un chiffre comme suit : A pour la première découverte, B pour la deuxième, ..., Z pour la 25e (le I n'est pas utilisé pour éviter la confusion avec 1), A1 pour la 26e, B1 pour la 27e, etc. , Z1 pour la 50e, A2 pour la 51e, B2 pour la 52e, etc. L'ordre de la numérotation ne suit donc pas l'ordre alphanumérique. 2008 AA1 suit ainsi 2008 AZ et précède 2008 AB1.

## Liste

### Du1erau 15 juillet 2008
- 2008 NA
- 2008 NB
- 2008 NW
- 2008 NX
- 2008 NL3
- 2008 NO3
- 2008 NQ3
- 2008 NH4
- 2008 NW5
- 2008 NY5
- 2008 NZ5
- 2008 NA6
- 2008 NC6
- 2008 ND6
- 2008 NE6
- 2008 NG6
- 2008 NL6
- 2008 NM6

### Du 16 au 31 juillet 2008
- 2008 OM
- 2008 ON
- 2008 OO
- 2008 OF1
- 2008 OO1
- 2008 OC2
- 2008 OJ2
- 2008 OL2
- 2008 OP2
- 2008 OV2
- 2008 OY2
- 2008 OM4
- 2008 OT4
- 2008 OD5
- 2008 OK5
- 2008 OM5
- 2008 OP5
- 2008 OA6
- 2008 OB6
- 2008 OF6
- 2008 OG6
- 2008 ON6
- 2008 OS7
- 2008 OT7
- 2008 OY7
- 2008 OG8
- 2008 OM8
- 2008 ON8
- 2008 OO8
- 2008 OP8
- 2008 OQ8
- 2008 OX8
- 2008 OC9
- 2008 OM9
- 2008 ON9
- 2008 ON10
- 2008 OP10
- 2008 OR10
- 2008 OY11
- 2008 OK12
- 2008 OJ13
- 2008 ON13
- 2008 OT15
- 2008 OW15
- 2008 OP16
- 2008 OG17
- 2008 OY17
- 2008 OM19
- 2008 OR19
- 2008 OC20
- 2008 OS21
- 2008 OW21
- 2008 OK22
- 2008 ON22
- 2008 OH23
- 2008 OL23
- 2008 OS24
- 2008 OT24
- 2008 OX24
- 2008 OX25
- 2008 OD26
- 2008 OD27
- 2008 OF27
- 2008 OH27
- 2008 OP27
- 2008 OX27
- 2008 OY27
- 2008 OZ27
- 2008 OA28
- 2008 OC28
- 2008 OG28
- 2008 OL28
- 2008 OM28
- 2008 ON28
- 2008 OP28
- 2008 OQ28
- 2008 OS28
- 2008 OV28
- 2008 OY28
- 2008 OB29
- 2008 OD29
- 2008 OH29
- 2008 OK29
- 2008 OL29
- 2008 OM29
- 2008 OO29
- 2008 OQ29
- 2008 OR29
- 2008 OS29
- 2008 OU29
- 2008 OW29
- 2008 OX29
- 2008 OY29
- 2008 OD30
- 2008 OE30
- 2008 OJ30
- 2008 OL30
- 2008 OM30
- 2008 ON30
- 2008 OP30
- 2008 OU30
- 2008 OV30
- 2008 OW30
- 2008 OA31
- 2008 OB31
- 2008 OC31
- 2008 OD31
- 2008 OG31
- 2008 OL31
- 2008 ON31
- 2008 OP31
- 2008 OT31
- 2008 OW31
- 2008 OZ31
- 2008 OB32
- 2008 OE32
- 2008 OG32
- 2008 OJ32
- 2008 OL32
- 2008 OO32
- 2008 OP32
- 2008 OQ32
- 2008 OR32
- 2008 OT32
- 2008 OU32
- 2008 OV32
- 2008 OX32
- 2008 OZ32
- 2008 OA33
- 2008 OB33
- 2008 OC33
- 2008 OD33
- 2008 OE33
- 2008 OF33
- 2008 OG33
- 2008 OH33
- 2008 OK33
- 2008 OL33
- 2008 OM33
- 2008 ON33
- 2008 OO33
- 2008 OQ33
- 2008 OR33
- 2008 OS33
- 2008 OT33
- 2008 OU33
- 2008 OV33
- 2008 OW33
- 2008 OX33
- 2008 OY33